# Dünsener Bach
Der Dünsener Bach ist ein rund 33,5 km langer, linksseitiger bzw. südlicher Zufluss des
Klosterbaches im Flusssystem der Weser. Er fließt im Bereich der Stadt Bassum (Landkreis Diepholz), der Samtgemeinde Harpstedt (Landkreis Oldenburg), der Gemeinde Stuhr (Landkreis Diepholz) und der Stadt Delmenhorst (alle Niedersachsen, Deutschland), südlich von Bremen. Er untersteht dem Ochtumverband.

## Verlauf
Die Quelle des Dünsener Baches als Haftgraben befindet sich nordwestlich von Wedehorn; der eigentliche „Dünsener Bach“ beginnt nach rund 7 km südwestlich von Groß Hollwedel. Von dort fließt er in nördlicher Richtung östlich an Harpstedt vorbei, dann durch Dünsen und Groß Ippener. Nachdem er die Bundesautobahn 1 unterquert hat, geht der Weg weiter durch das Landschaftsschutzgebiet „Dünsener Bach – Steller Heide“, dann an Annenheide vorbei, wo er sich in Stickgraser Bäke und Heidbäke spaltet und bald darauf die Bundesautobahn 28 unterquert. Nach dem Zusammenfluss der beiden Arme Stickgraser Bäke und Heidbäke mündet er schließlich unter dem Namen Pultern nördlich von Stuhr-Varrel in den  Klosterbach, dieser wiederum mündet nur etwa vier Kilometer weiter in die Ochtum.

## Gewässerstruktur
Der Dünsener Bach hat in den vergangenen Jahrzehnten stark unter Eingriffen des Menschen gelitten. Der Bereich des Haftgraben genannten Oberlaufs von der Quelle bis zur Landesstraße 776 Bassum-Harpstedt ist dominiert von den Strukturgüteklassen 6 (sehr stark verändert) und vereinzelt sogar 7 (vollständig verändert). Naturnahe Bereiche mit Strukturgüteklasse 2 (gering verändert) und 3 (mäßig verändert) sind nur noch in kurzen Abschnitten zwischen Groß Hollwedel und Dünsen vorhanden. Die Strukturgüteklasse 1 (unverändert) kommt im gesamten Verlauf nicht vor. Unterhalb von Dünsen gibt es lediglich vereinzelte Bereiche mit Güteklasse 3, ab Groß Ippener bis zur Mündung in den Klosterbach dominieren die Strukturgüteklassen 5 und 6. Hier ist der Bach zum Teil extrem begradigt und eingetieft, es gibt so gut wie keine Beschattung durch ufertypische Gehölze wie Erlen, da die landwirtschaftliche Nutzung oft bis unmittelbar an das Gewässer reicht. Die fehlende Beschattung und der Eintrag von Nährstoffen macht sich in den Sommermonaten häufig durch starke Dominanz der Wasserpest bemerkbar. Die Sohle des ehemals kiesgeprägten Baches weist heute oftmals eine reine Sandsohle auf. Auch Totholz als Strukturelement für eine eigendynamische Entwicklung und Lebensraum für eine Vielzahl von Organismen ist kaum zu finden, da es sehr häufig bei Unterhaltungsmaßnahmen entfernt wird, um eine schnelle Entwässerung zu gewährleisten.

## Bildergalerie

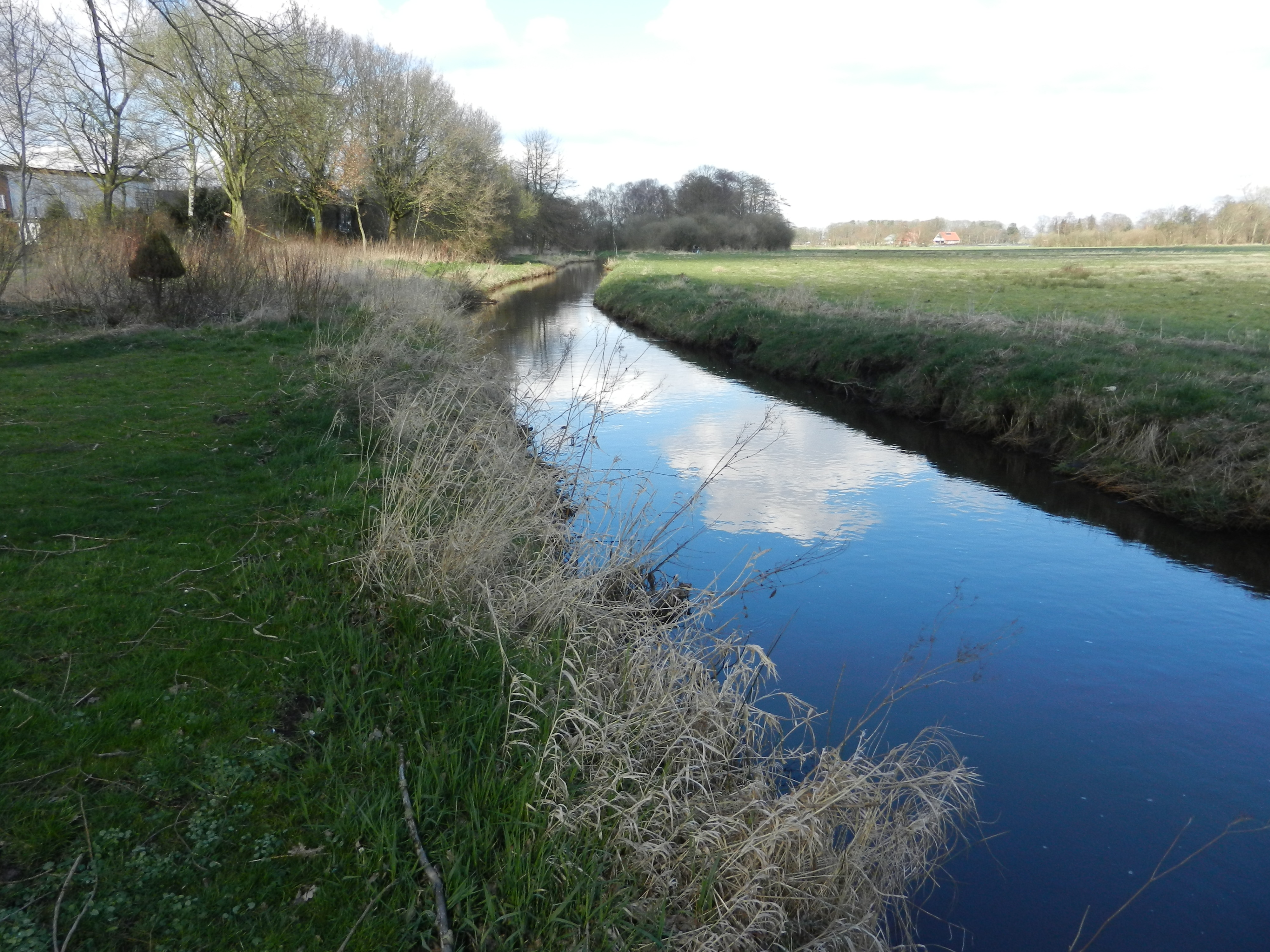
Strukturarmer Abschnitt des Dünsener Bachs in der Steller Heide
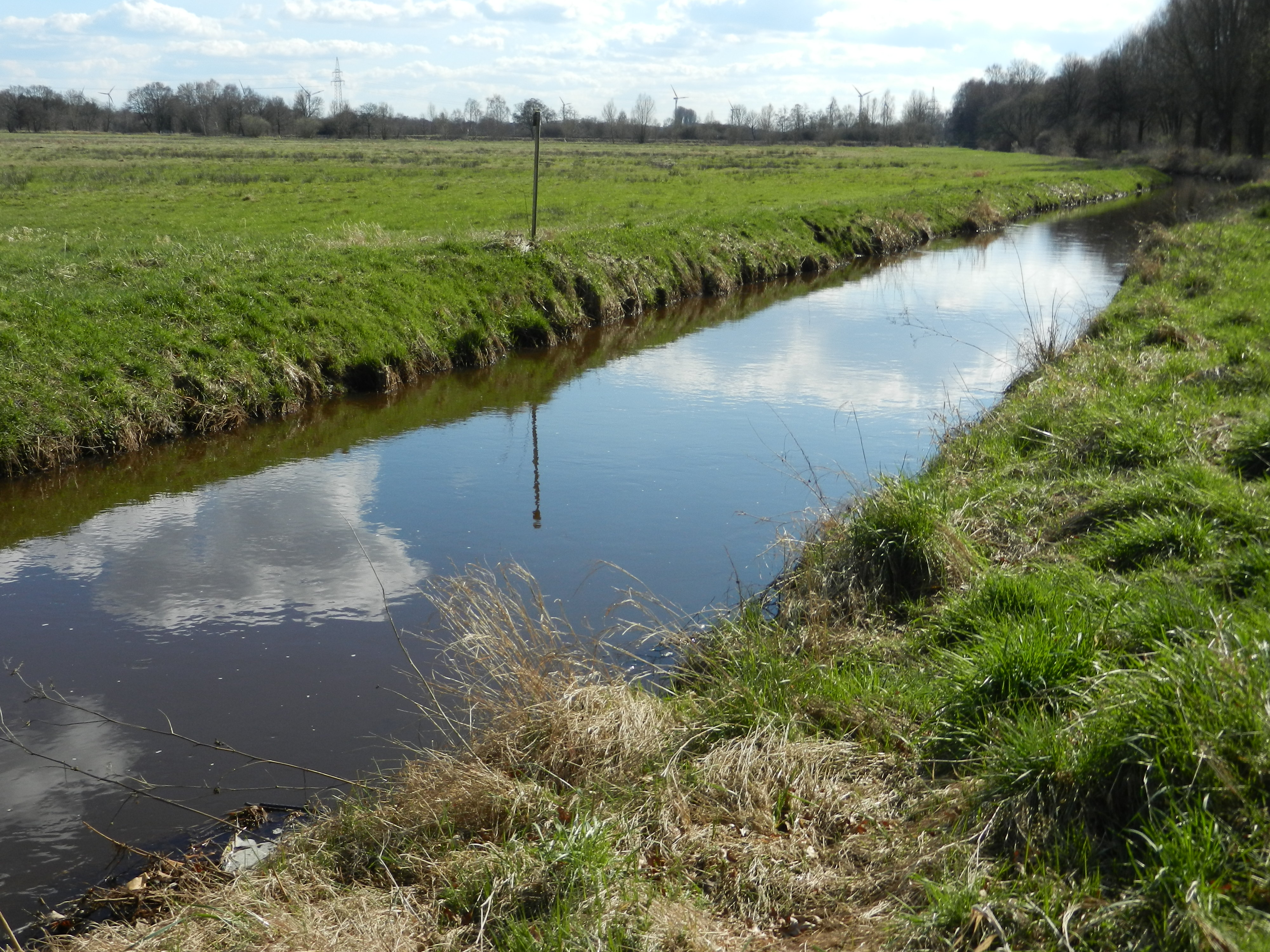
Strukturarmer Abschnitt des Dünsener Bachs in der Steller Heide
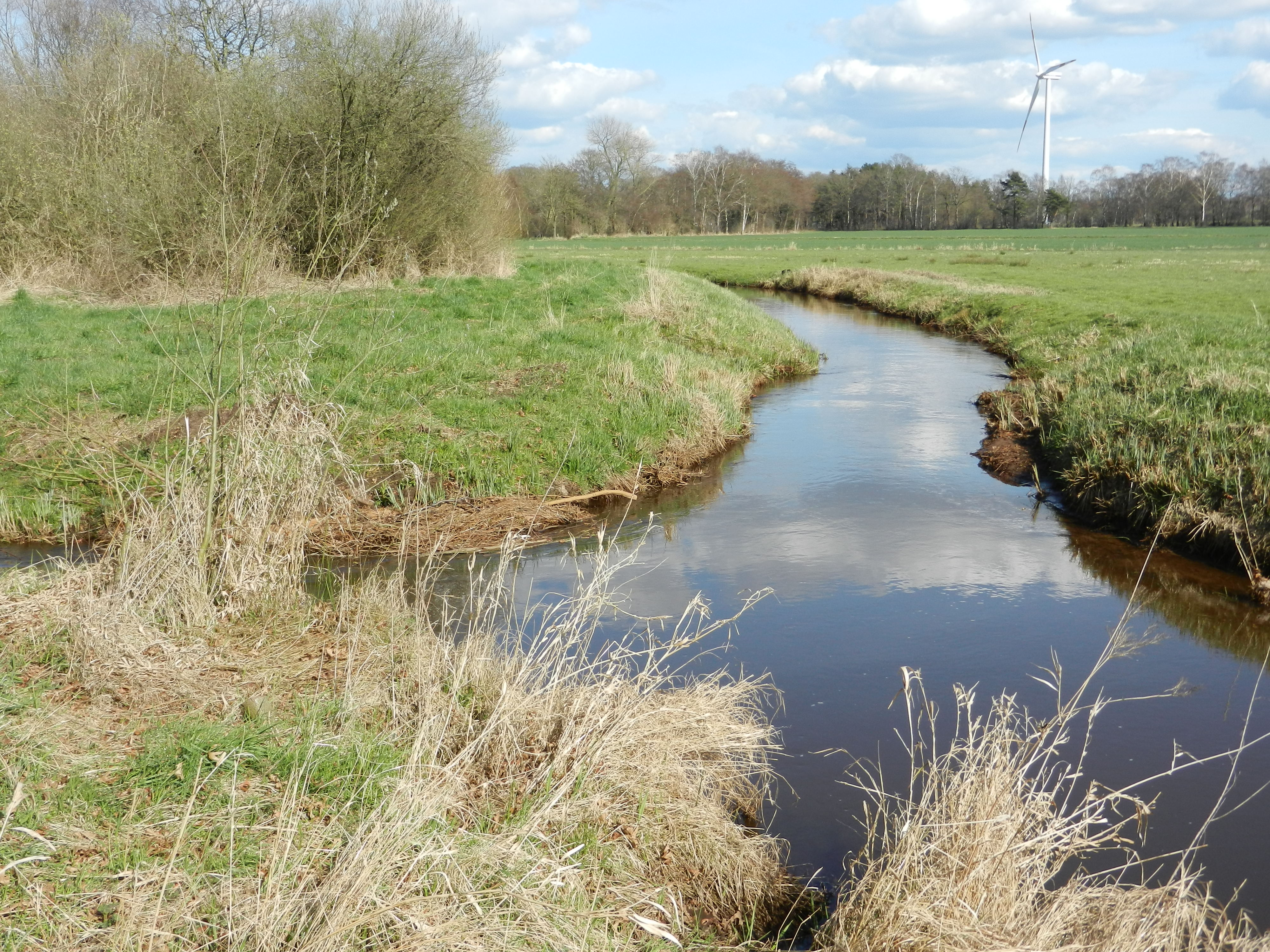
Der Dünsener Bach spaltet sich in Heidbäke und Stickgraser Bäke
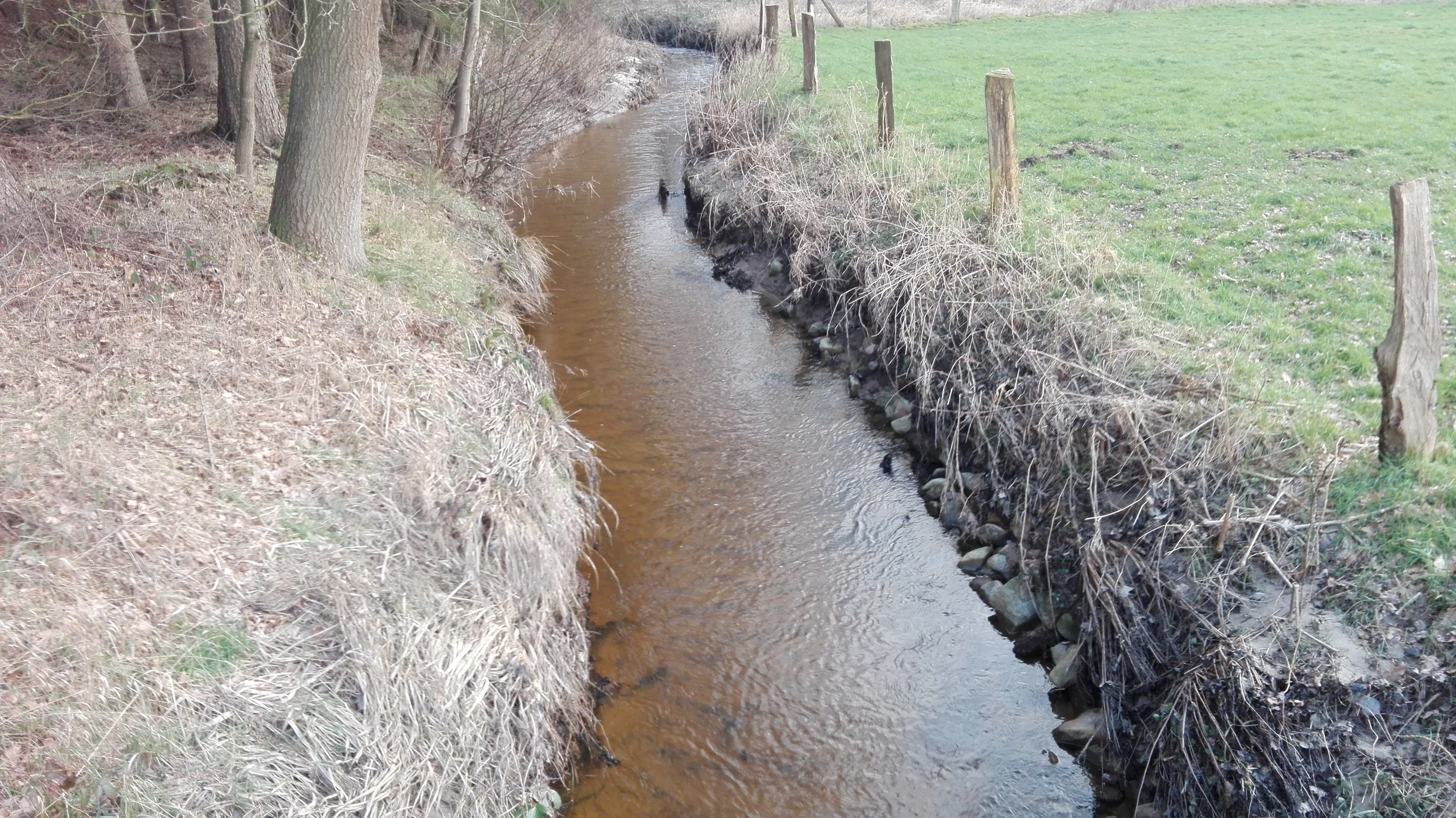
Mittellauf des Dünsener Baches bei Klein Hollwedel
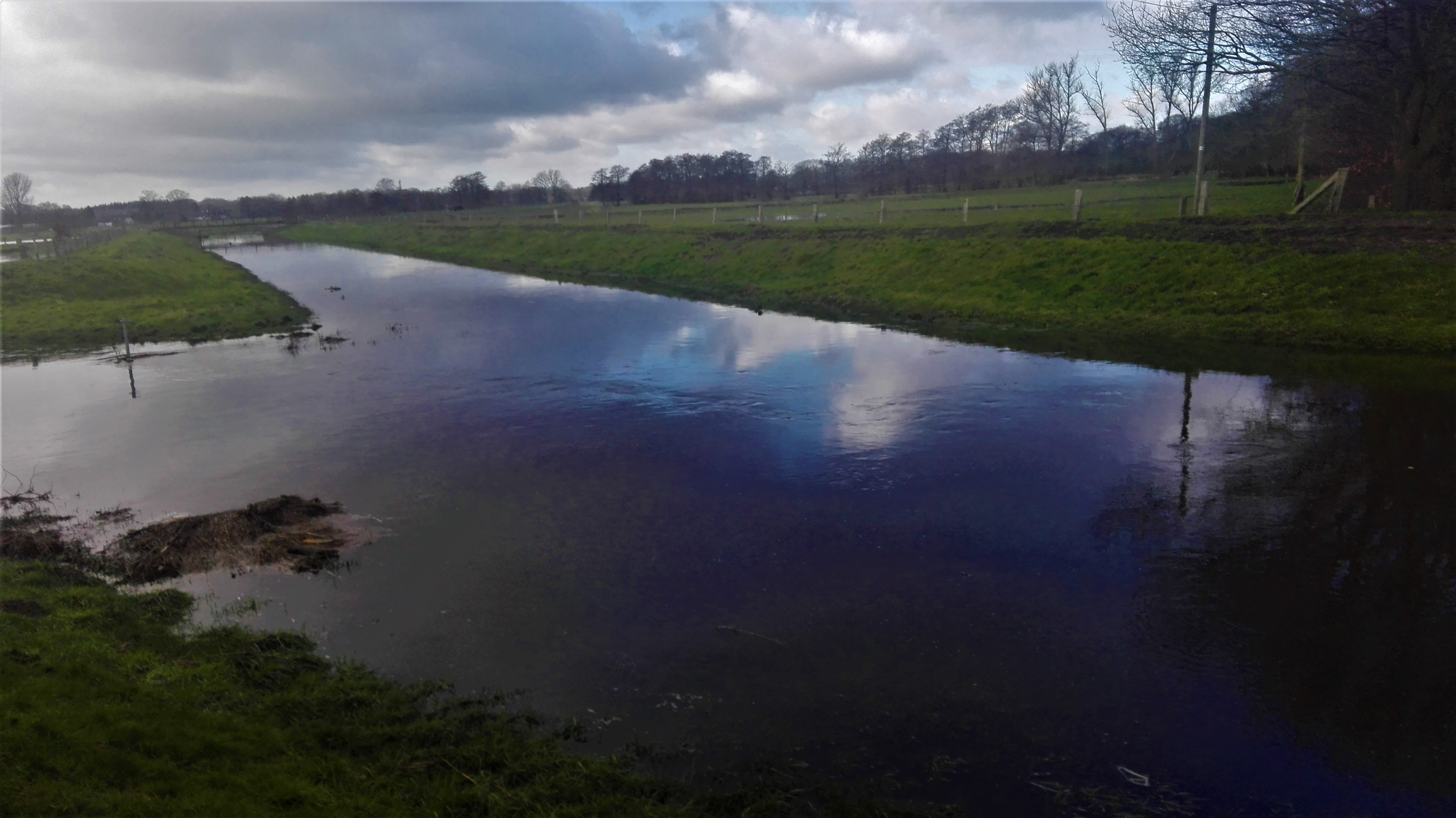
Mündung des Dünsener Bachs (hinten) in die Varreler Bäke (Klosterbach), (vorne links)
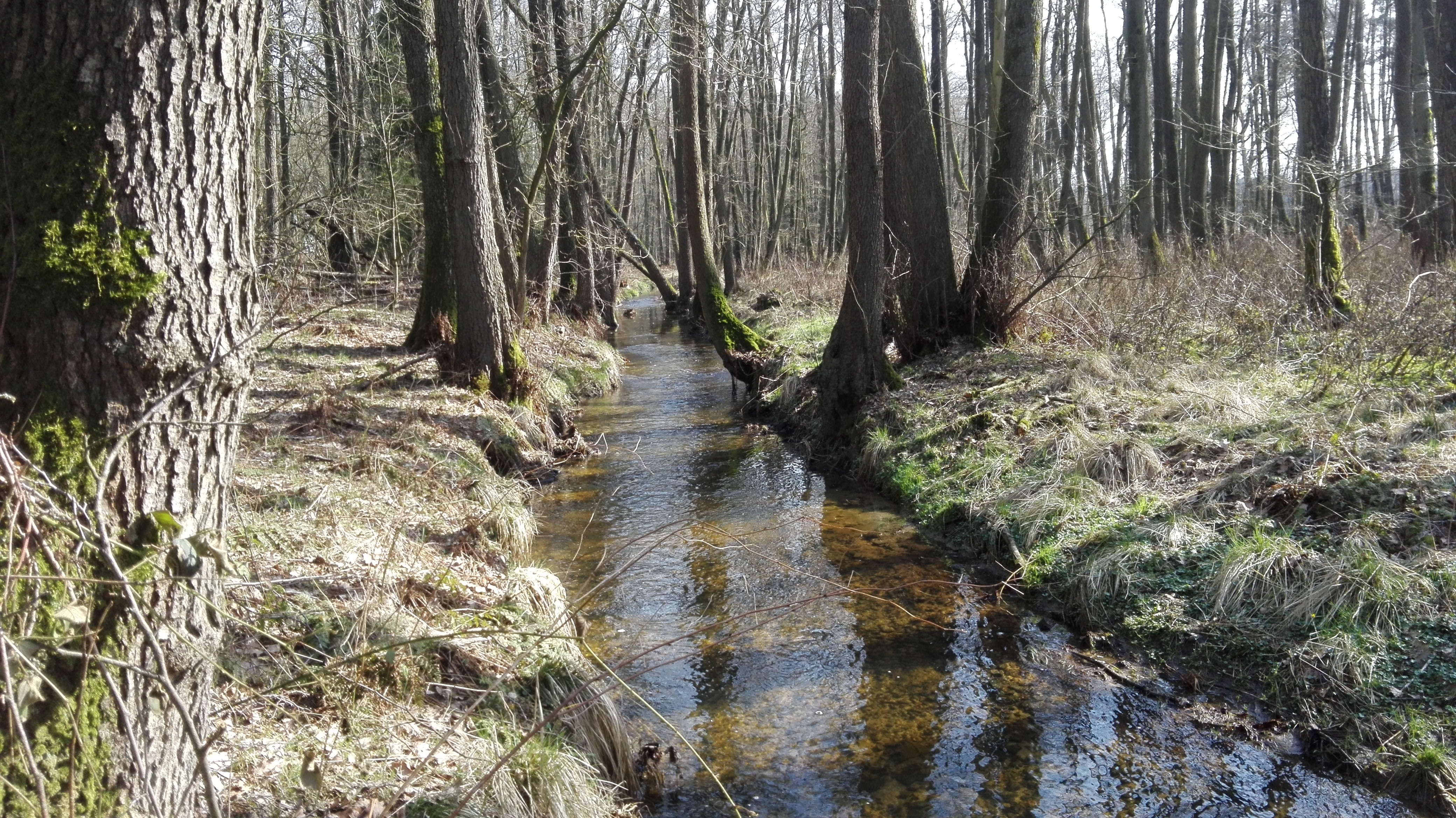
Einer der wenigen erhaltenen naturnahen Abschnitte des Dünsener Bachs am Oberlauf bei Groß Hollwedel
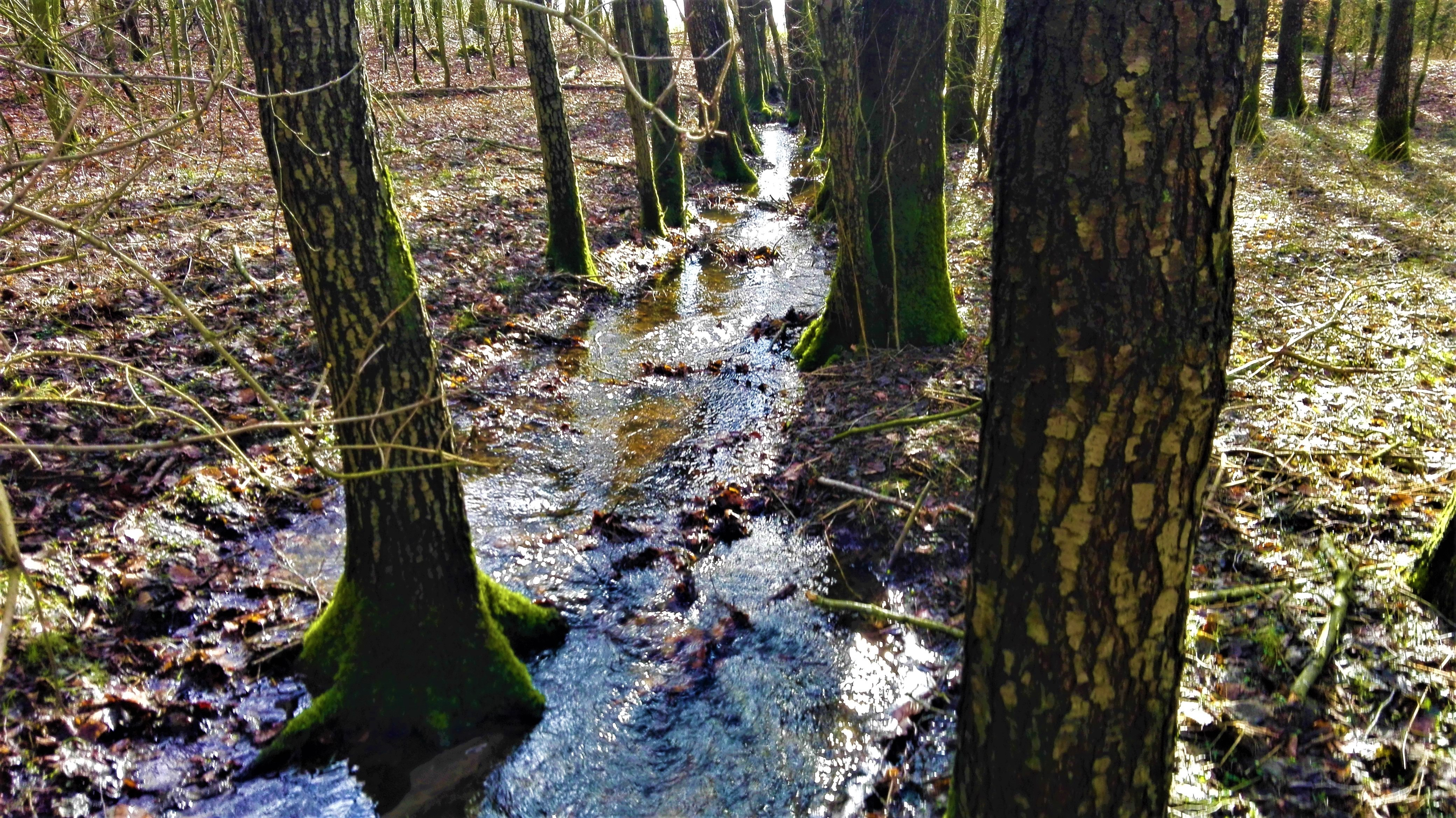
Naturnaher Abschnitt eines periodisch wasserführenden Nebengewässers (Wasserzug von Brammer)